# Maḫḫaza
Maḫḫaza war ein Staatsmann (wohl König) des 13. Jahrhunderts v. Chr. Er war womöglich ein König von Amurru und hätte dann um ca. 1200 v. Chr. regiert.
Der letzte sicher bezeugte König von Amurru, das den Norden des heutigen Libanon und Teile Westsyriens, die nördlich anschießen, beherrschte und damals Vasallenstaat des Hethiterreichs war, war Šaušgamuwa. Dieser bestieg ungefähr zwischen 1235 und 1230 v. Chr. den Thron, ist aber nur für die ersten Jahre seiner Herrschaft in zeitgenössischen Quellen sicher belegt. Ob er auch noch während des vermutlichen Untergangs Amurrus (Zerstörung der wahrscheinlichen Hauptstadt Sumur/Tell Kazel) um 1190/80 v. Chr. amtierte, ist ungewiss. Der Hethitologe Itamar Singer stellte 2010 die Theorie auf, Maḫḫaza sei ein Nachfolger Šaušgamuwas gewesen.
Maḫḫaza ist schon lange als Verfasser eines Briefs an einen König von Ugarit, ebenfalls ein hethitischer Vasall, bekannt, der 1938 in Ugarit entdeckt wurde. Darin redet Maḫḫaza den ugaritischen Herrscher als „Bruder“ an, womit damals als gleichrangig erachtete Personen bezeichnet wurden. Demnach muss Maḫḫaza also ein gleichrangiger Herrscher gewesen sein – wofür mehrere damalige (Klein-)Staaten in Frage kommen. Sowohl Charles Virolleaud als auch Jean Nougayrol, die 1941 bzw. 1955 Übersetzungen des Dokuments veröffentlichten, identifizierten Maḫḫaza lediglich als Herrscher eines kleinen, nicht näher definierbaren, Königreichs. In diesem Dokument wird allerdings auch ein Mann namens Abušgama erwähnt, dessen Funktion unklar ist, außer dass er Maḫḫazas… ist. Der Text weist hier eine Lücke auf, aus der ein eventueller Titel nicht zweifelsfrei hervorgeht. Frühere Interpretationen zielten darauf ab, dass Abušgama der Vater und Vorgänger von Maḫḫaza sein könnte, was aber Singer aus u. a. sprachlichen Gründen ablehnt, auch mit Berufung auf Analysen ähnlicher Texte durch die Hethitologin Sylvie Lackbachner. Singer verweist auf einen anderen Brief, der von Abušgama stammt und an einen hohen Beamten (evtl. Gouverneur) Ugarits gerichtet war (bei Grabungen entdecktes Dokument Ras Shamra / RS 15.24 + 50). Darin bezeichnet Abušgama seinen Gesprächspartner, dessen Name nicht erhalten ist, als „Bruder“. Auch ist das Land des Adressaten nicht erhalten. Dann aber (Zeile 5–8) werden die Götter Ugarits und Amurrus (formelhaft) gebeten, den Adressaten zu schützen. Daraus leitet Singer ab, dass der Adressat ein hoher Beamter Amurrus war und folglich nicht der Vater Maḫḫazas, sondern ein Untergebener desselben. Aus der Kombination beider Briefe folgert Singer, dass Maḫḫaza ein bisher unbekannter König von Amurru sein muss. Da die Abfolge der Herrscher von Abdi-Aširta bis Šausšgamuwa recht lückenlos verfolgbar und in Königslisten erwähnt ist, bleibe – sofern man ihn als König von Amurru ansehe –, nur übrig, Maẖẖaza nach Šausšgamuwa zu datieren. Demnach war er also ein Nachfolger Šaušgamuwas um 1200 v. Chr.
Die Theorie Singers wurde in der Forschung mehrmals zur Kenntnis genommen, aber teils nicht bewertet, teils auch aufgenommen. Strikt zurückgewiesen wurde sie bisher nicht, jedoch fehlt es bisher an weiteren Schriftquellen, die diese Theorie bestätigen.